# Стівен Коул Кліні
Стівен Коул Кліні (англ. Stephen Cole Kleene; 5 січня 1909 — 25 січня 1994) — американський логік і математик, праці якого заклали основи теоретичної інформатики. Автор ряду широко відомих монографій з математичної логіки, основах математики і теорії рекурсивних функцій.
Його роботи спільно з роботами Алонзо Черча, Курта Геделя і Алана Тюринга дали початок розділу математичної логіки — теорії обчислюваності. Крім того, відомий винаходом регулярних виразів. Його ім'ям названі алгебра Кліні, зірочка Кліні, теорема Кліні про рекурсію, теорема Кліні про нерухому точку, smn-теорема. Працював також в області інтуїціоністської математики Брауера. Вніс важливий вклад до теорії Скінченних автоматів (див. теорема Кліні).
Сам Кліні вимовляв своє прізвище як «Клейні», помилкова транслітерація «Кліні» затвердилася в СРСР через видання перекладів його книг саме під таким прізвищем.[джерело?]